# CT/4 エアトレーナー
CT/4 エアトレーナー
CT/4E
- 用途：練習機
- 製造者：AESL→パシフィック・エアロスペース・コーポレーション（英語版）
- 初飛行：1972年2月23日
- 生産数：155機
- 運用状況：現役

PAC CT/4 エアトレーナー（PAC CT/4 Airtrainer）は、ニュージーランドのエアロ・エンジン・サービス Ltd（AESL）で開発された練習機。AESLが1982年にパシフィック・エアロスペース・コーポレーションとなって以降は、同社の製品となった。しばしばCT4あるいはCT-4とも表記される。

## 概要
CAC ウィンジールの後継機を求めていたオーストラリア空軍の要求に基づき開発され、1972年2月23日に初飛行した。機体はAESLの複座軽飛行機エアツアラーを元にしており、外見もほぼ踏襲しているが、+6Gから-3Gの間で曲技飛行が可能であり、計器飛行にも対応している。
210馬力のエンジンを搭載した初期型のCT/4AとCT/4Bは、オーストラリア空軍の他、ニュージーランド空軍とタイ王国空軍にも採用され、民間にもスポーツ機として販売された。1981年に生産は一度終了するが、オーストラリア空軍からパイロット教育の一部を委託されたBAe/アンセット（現BAEシステムズ・オーストラリア）向けに1990年から2年間だけ生産を再開。その後アメリカ空軍の要求に基づきエンジンを300馬力に強化したCT/4Eが開発され、アメリカ空軍での採用は逃したものの、ニュージーランド空軍とタイ王国空軍に既存機の更新用として採用され1998年から生産が開始された。なお、ターボプロップエンジンを搭載したCT/4Cと引き込み脚を採用したCT/4Dも開発されたが、前者は試作のみ、後者は計画のみに終わっている。
生産は最終的に2008年まで続けられ、155機が生産された。
ニュージーランド空軍ではT-6Cに更新され退役しており、オーストラリア空軍でもPC-9共々PC-21に更新される予定である。

## スペック（CT/4E）
- 乗員：2名
- 全幅：7.9m
- 全長：7.16m
- 全高：2.59m
- 翼面積：12m2
- 空虚重量：770kg
- 最大離陸重量：1,180kg
- エンジン：ライカミング AEIO-540-L1B5 水平6気筒ピストンエンジン（300馬力）×1
- 最大速度：387km/h
- 上昇率：558m/min
- 実用上昇限度：5,547m
- 航続距離：963km